# Skojare gör karriär
Skojare gör karriär (eng. The Great McGinty) är en amerikansk långfilm från 1940 i regi av Preston Sturges, med Brian Donlevy, Muriel Angelus, Akim Tamiroff och Allyn Joslyn i rollerna. Filmen, som var en politisk satir, var Preston Sturges första som regissör. Han sålde sitt filmmanus för 10 dollar till Paramount Pictures med krav på att han fick regissera. Sturges vann en Oscar för bästa originalmanus.

## Handling
Dan McGinty (Brian Donlevy) är bartender i en bananrepublik som berättar om sin uppgång och fall för en av barens dansflickor och en amerikan i exil. McGintys karriär började när han som luffare blev övertalad att rösta under falskt namn för 2 dollar. Han lyckas imponera på en lokal politisk ledare (Akim Tamiroff) genom att rösta 37 gånger i ett riggat borgmästarval. McGinty blev en av ledarens män, sedan hans närmaste man, gifte sig för syns skull och väljs senare till borgmästare. När han väl valts tänker han om och börjar ta idén om att tjäna folket på allvar.
Men hans förflutna hinner ikapp honom; han fängslas i cellen bredvid sin forne mentor. Männen flyr och går i exil tillsammans.

## Rollista

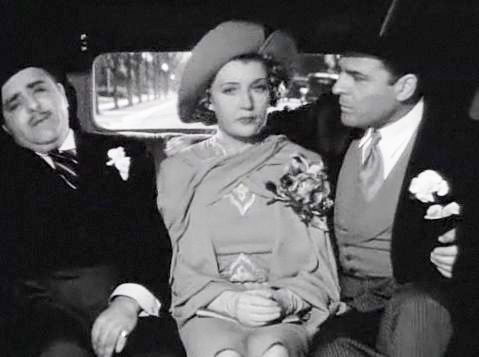
Akim Tamiroff, Muriel Angelus and Brian Donlevy från en scen i filmen

| Brian Donlevy    | – Dan McGinty                        |
| Muriel Angelus   | – Catherine McGinty                  |
| Akim Tamiroff    | – Chefen                             |
| Allyn Joslyn     | – George                             |
| William Demarest | – Skeeters - Politikern              |
| Louis Jean Heydt | – Tommy Thompson                     |
| Harry Rosenthal  | – Louie (livvakt)                    |
| Arthur Hoyt      | – Borgmästare Wilfred T. Tillinghast |
| Thurston Hall    | – Mr. Maxwell                        |
| Steffi Duna      | – Dansflicka                         |

## Produktion
Efter att ha försökt sälja historien till Universal 1935 och till Saturday Evening Post 1938 under titeln Biography of a Bum (ung. En luffares biografi), sålde Sturges till slut filmen till Paramount 19 augusti 1939 för 10 dollar, med kravet att han skulle få regissera filmen. Sturges var vid denna tid den bäst betalda manusförfattaren i Hollywod, så det var ingen överraskning att Paramount gick med på detta. De täckte dock sina intressen genom att ge Sturges en begränsad budget på 350 000 dollar, tre veckor att filma filmen och billiga skådespelare att arbeta med.

## Utmärkelser

### Vunna
- Oscar: Bästa originalmanus (Preston Sturges)